# Yūsuke Maruhashi
Yūsuke Maruhashi (丸橋 祐介 Maruhashi Yūsuke?,  Suminoe-ku, Osaka, Osaka, 2 de septiembre de 1990) es un exfutbolista japonés que jugaba de centrocampista o defensa.

## Trayectoria

### Clubes
| Club                            | País      | Año       |
| ------------------------------- | --------- | --------- |
| Cerezo Osaka                    | Japón     | 2009-2023 |
| BG Pathum United F. C. (cedido) | Tailandia | 2023      |
| Sagan Tosu                      | Japón     | 2024      |

### Selección nacional
| Selección | País  | Año  |
| --------- | ----- | ---- |
| Sub-17    | Japón | 2005 |
| Sub-23    | Japón | 2011 |

## Estadísticas

### Clubes
Actualizado al 23 de febrero de 2018.
| Club             | Año              | Liga     | Liga               | Copa               | Copa           | Copa de la Liga | Copa de la Liga | Continental | Continental | Otro     | Otro  | Total    | Total |
| Club             | Año              | Partidos | Goles              | Partidos           | Goles          | Partidos        | Goles           | Partidos    | Goles       | Partidos | Goles | Partidos | Goles |
| Club             | Liga             | Liga     | Copa del Emperador | Copa del Emperador | Copa J. League | Copa J. League  | AFC             | AFC         | Otro        | Otro     | Total | Total    |       |
| ---------------- | ---------------- | -------- | ------------------ | ------------------ | -------------- | --------------- | --------------- | ----------- | ----------- | -------- | ----- | -------- | ----- |
| Cerezo Osaka     | 2009             | 0        | 0                  | 0                  | 0              | –               | –               | –           | –           | –        | –     | 0        | 0     |
| Cerezo Osaka     | 2010             | 24       | 2                  | 3                  | 1              | 4               | 1               | –           | –           | –        | –     | 31       | 4     |
| Cerezo Osaka     | 2011             | 32       | 1                  | 5                  | 0              | 1               | 0               | 8           | 0           | –        | –     | 46       | 1     |
| Cerezo Osaka     | 2012             | 24       | 1                  | 4                  | 0              | 6               | 0               | –           | –           | –        | –     | 34       | 1     |
| Cerezo Osaka     | 2013             | 31       | 0                  | 2                  | 0              | 8               | 1               | –           | –           | –        | –     | 41       | 1     |
| Cerezo Osaka     | 2014             | 33       | 3                  | 3                  | 0              | 2               | 0               | 7           | 0           | –        | –     | 45       | 3     |
| Cerezo Osaka     | 2015             | 39       | 0                  | 0                  | 0              | –               | –               | –           | –           | 2        | 0     | 41       | 0     |
| Cerezo Osaka     | 2016             | 40       | 1                  | 3                  | 1              | –               | –               | –           | –           | 2        | 0     | 45       | 2     |
| Cerezo Osaka     | 2017             | 33       | 1                  | 4                  | 0              | 6               | 1               | –           | –           | –        | –     | 43       | 2     |
| Total de carrera | Total de carrera | 256      | 9                  | 24                 | 2              | 27              | 3               | 15          | 0           | 4        | 0     | 336      | 13    |

## Palmarés

### Títulos nacionales
| Título             | Club         | País  | Año  |
| ------------------ | ------------ | ----- | ---- |
| Copa J. League     | Cerezo Osaka | Japón | 2017 |
| Copa del Emperador | Cerezo Osaka | Japón | 2017 |
| Supercopa de Japón | Cerezo Osaka | Japón | 2018 |